# کوثر (فیلم)
کوثر فیلمی به کارگردانی منوچهر قاسمی و نویسندگی کریم نشاط محصول سال ۱۳۵۳ است.

## خلاصه داستان
دختر خردسالی به نام آذر پس از مرگ والدینش بی سرپرست می‌ماند…

## بازیگران
- عبدالله بوتیمار
- نیلوفر
- منوچهر طایفه
- سهیلا
- هومن هادیان
- اصغر سمسارزاده
- ابراهیم فخار
- اسدالله یکتا
- علی میری
- حسن رضایی
- فرهاد حمیدی
- قبادی
- رضا عارفان
- یداله شیراندامی
- یدالله محمدی‌نژاد
- فرید
- گرامی
- اکبر نبات
- پرویز ریاحی
- شیرین
- فرشته
- صادق
- نریمان شیری‌فرد
- علی دهقان
- بهرام
- رضا راد
- فرهاد خوشبخت
- مرتضی حدیقی
- محسن آراسته
- عباس مهردادیان
- رضا صفایی‌پور
- سلیمه
- زهره قهرمانی